# Chanel Ndi
Chanel Ndi (* 26. Mai 2006) ist eine deutsche Basketballspielerin.

## Werdegang
Ndi wechselte aus Mannheim in die Nachwuchsabteilung der TG Würzburg, wo sie sich zur Jugendnationalspielerin entwickelte. Ab 2022 kam sie in Würzburg unter Trainerin Janet Fowler-Michel in der 2. Bundesliga zum Einsatz. Im Sommer 2024 ging Ndi zum Erstligisten BG Donau-Ries.

## Sonstiges
Ndi ist die Schwester von Elijah Ndi. Der Vater der Geschwister stammt aus den Vereinigten Staaten, die Mutter gebürtig aus Kiew.